# Giuseppe Ambrogetti
Giuseppe Ambrogetti   (1780 - valor desconegut) fou un cantant d'òpera italià del tipus basso buffo.
Era un excel·lent bufó. La seva primera actuació va ser el 1807; el seu debut a París va ser el 1815 a Don Giovanni. Va debutar a l'òpera de Londres el 1817, on va tenir molt èxit. La seva veu era un baix que no tenia gran poder, però era un excel·lent actor, amb una normal naturalitat de l'humor, tot i que sovint es posava en personatges que no li eren com a cantant. No obstant això, ell va actuar molt bé, i d'una manera massa terriblement fidel a la natura, per interpretar el rol de pare boig en l'òpera Agnese de Ferdinando Paer, mentre que la part de la filla va ser cantada per Violante Camporesi. Va romandre fins al final de la temporada de 1821, en què el seu sou era de 400 £. Es va casar amb la cantant Teresa Strinasacchi. No se sap la data de la seva mort. Es deia que s'havia convertit en monjo a França; però el 1838 es trobava a Irlanda, després del qual no se'n va saber res.